# یواس‌اس داون (اس‌پی-۳۷)
یواس‌اس داون (اس‌پی-۳۷) (به انگلیسی: USS Dawn (SP-37)) یک کشتی بود که طول آن ۵۲ فوت ۲ اینچ (۱۵٫۹۰ متر) بود. این کشتی در سال ۱۹۱۶ ساخته شد.